# Ordine denso
In teoria degli ordini, una branca della matematica, una relazione d'ordine su un insieme X è detta densa se per ogni x, y in X tali che x < y esiste un punto z per cui x < z < y. I razionali e reali con gli ordinamenti usuali sono densi, mentre non lo sono gli interi.
Un sottoinsieme D di un insieme ordinato X si dice denso in X se D ∩ (x,y) ≠ ∅ per ogni x < y (la notazione (x,y) sta per l'intervallo di elementi strettamente compresi tra x e y), cioè per ogni x < y esiste uno z in D tale che x < z < y. Se l'insieme X è quello dei numeri reali e l'ordinamento è quello usuale, allora D è denso se e solo se è denso in senso topologico, in quanto gli intervalli aperti costituiscono una base della topologia di R.
L'esistenza di un sottoinsieme denso e numerabile di un ordine è una condizione necessaria e sufficiente all'esistenza di una funzione che "rappresenti" l'ordinamento, cioè tale che per ogni x, y:
{\displaystyle x\leq y\Leftrightarrow f(x)\leq f(y)}